# Six Half
『Six Half』 (シックス ハーフ) 是日本漫画家池谷理香子创作的漫画作品。
在『Cookie』（集英社）2009年12月号至2015年1月号連載。单行本自2014年2月开始出版，全11卷。

## 故事简介
高中二年级学生诗织因为交通事故，忽然丧失了记忆。
回到家中，开始了和哥哥、妹妹共三人在一起的生活，让她一直感到有些违和。而后，在学校里等待诗织的，又是“Bitch”、“援交”之类的风言风语。
溺爱自己的大哥，与之正相反、丝毫不掩盖对姐姐的厌恶的妹妹，失去记忆的诗织会从此失去自己的立足之地吗？

## 出场人物
菊川 诗织（きくかわ しおり，Kikukawa Shiori）
16岁、高中二年级。在交通事故中变得丧失记忆。在丧失记忆前，因为其出众的容貌，并且经常引诱他人的男友而被称为“Bitch”。
在（过去的）梦中梦到明夫对自己说“讨厌”，而明夫和瑞希开始交往的时刻，意识到自己喜欢着明夫。
事故前曾应征过杂志的读者模特，在甄选中被演艺事务所的人看中，后以「仓田歩」（くらたあゆむ）为艺名出道，成为模特。
菊川 明夫（きくかわ あきお，Kikukawa Akio）
21岁、大学二年级（有落榜经历）。诗织的哥哥。因为母亲10年前离家出走，父亲则在前年病逝，故现在是其一人照料两个妹妹的状态。称呼诗织为「しーちゃん」（shi-chan，小诗），称呼真步则为「まーちゃん」（ma-chan，小真），被二人称作「あーちゃん」（a-chan，小明）。在诗织事故前二人似乎有过什么争执，不过他却毫不介意，一味地关心着诗织。
父母离婚后，他一开始跟生母一起生活，在生母去世、生父又再婚的情况下被领回到父亲身边。诗织是生父的再婚对象带来的孩子，和明夫并无血缘关系，而小妹妹真步和明夫则是同父异母的兄妹关系。
菊川 真步（きくかわ まほ，Kikukawa Maho）
12岁、中学一年级。诗织的妹妹。打扮平平，不爱言语，非常讨厌诗织。
白石 開（しらいし かい）
从中学时代开始就痴迷于诗织，总共告白56次都以失败结束，但是他还是没有放弃一直坚持到高中，又一次告白诗织接受了，两人开始了交往。因为自己借给诗织的机车导致了事故心中一直有罪恶感，而诗织又想不起来之前的事所以暂时分手。自家开有居酒屋，父母二人是放任主义教育。
决定直到诗织恢复记忆都陪在她身边。
横田 千佳（チカ，よこた ちか，Yokota Chika）
诗织的同班同学。与诗织有旧怨，是关于诗织无凭据的风言风语背后的始作俑者。
松本 瑞希（まつもと みずき，Matsumoto Mizuki）
菊川兄妹的青梅竹马。小学、中学都和明夫在一个学校，一直喜欢他。希望诗织不要恢复记忆就好了。